# 盘城列岛
盘城列岛（／ Banseong Yeoldo）是黄海西朝鮮灣北部的一组列岛，位於朝鮮半島西岸鐵山半島以南，包括身弥岛、牛里岛、椵岛、炭岛、灰岛、小和岛以及大和岛等，現屬朝鮮民主主義人民共和國平安北道。